# 1. Deild 2004
L'edizione 2004 della 1. deild è iniziata il 21 aprile 2004 e s'è conclusa il 2 ottobre 2004.

## Classifica finale
|     | Classifica      | G  | V  | N | P  | GF | GS | DR  | Pt |
| --- | --------------- | -- | -- | - | -- | -- | -- | --- | -- |
| 1.  | HB Tórshavn     | 18 | 12 | 5 | 1  | 47 | 18 | +29 | 41 |
| 2.  | B36 Tórshavn    | 18 | 10 | 4 | 4  | 37 | 21 | +16 | 34 |
| 3.  | Skála ÍF        | 18 | 9  | 3 | 6  | 32 | 23 | +9  | 30 |
| 4.  | KÍ Klaksvík     | 18 | 6  | 8 | 4  | 25 | 24 | +1  | 26 |
| 5.  | EB/Streymur     | 18 | 7  | 4 | 7  | 30 | 25 | +5  | 25 |
| 5.  | NSÍ Runavík     | 18 | 7  | 4 | 7  | 28 | 25 | +3  | 25 |
| 5.  | VB Vágur        | 18 | 7  | 4 | 7  | 27 | 24 | +3  | 25 |
| 8.  | GÍ Gøta         | 18 | 6  | 5 | 7  | 31 | 35 | -4  | 23 |
| 9.  | ÍF Fuglafjørður | 18 | 3  | 3 | 12 | 25 | 51 | -26 | 12 |
| 10. | B68 Toftir      | 18 | 2  | 2 | 14 | 19 | 55 | -36 | 8  |

## Verdetti
- HB Tórshavn vinse il campionato e si qualificò per i preliminari della UEFA Champions League 2005-2006
- B36 Tórshavn arrivò seconda in campionato e si qualificò per i preliminari della Coppa UEFA 2005-2006
- Skála ÍF arrivò terza in campionato e si qualificò per il primo turno della Coppa Intertoto 2006
- B68 Toftir arrivò ultima in campionato e retrocesse in 2. deild
- NSÍ Runavík arrivò quinta in campionato e si qualificò per i preliminari della Coppa UEFA 2005-2006, avendo raggiunto la finale della Coppa nazionale (questa fu persa contro l'HB Tórshavn, che però era già qualificata per i preliminari di Champions League)
- ÍF Fuglafjørður arrivò nona in campionato e disputò lo spareggio contro il B71 Sandur, arrivato secondo in 2. deild, durante il quale l'ÍF ebbe la meglio
- TB Tvøroyri vinse la 2. deild e fu promosso in 1. deild

## Classifica marcatori
| Calciatore            | Gol | Squadra     |
| --------------------- | --- | ----------- |
| Sonni L. Petersen     | 13  | EB/Streymur |
| Rógvi Jacobsen        | 12  | HB Tórshavn |
| Súni Olsen            | 12  | GÍ Gøta     |
| Jacob Bymar           | 9   | KÍ Klaksvík |
| Jónhard Frederiksberg | 9   | Skála ÍF    |